# Chūō, Yamanashi
Chūō (中央市 Chūō-shi) là một thành phố thuộc tỉnh Yamanashi, Nhật Bản.